# یاسوکو تاجیما
یاسوکو تاجیما (انگلیسی: Yasuko Tajima؛ زادهٔ ۸ مهٔ ۱۹۸۱) شناگر زن اهل ژاپن است.
وی در مسابقات کشوری و بین‌المللی در مجموع برندهٔ ۲ مدال نقره، ۱ مدال برنز شده‌است.